# Marta Płonka
Marta Płonka (ur. 14 stycznia 1979 w Częstochowie) – polska designerka, prorektor Akademii Sztuk Pięknych im. Eugeniusza Gepperta we Wrocławiu.

## Życiorys
Marta Płonka w 1998 ukończyła IV Liceum Ogólnokształcące w Częstochowie. W 2005 ukończyła studia w zakresie specjalizacji projektowania form przemysłowych (projektowanie komunikacji wizualnej) na Wydziale Architektury Wnętrz i Wzornictwa ASP we Wrocławiu. W trakcie studiów przebywała na stażach w Halle i Wiedniu, przebywała także na wymianie na Kunst Universität in Linz. W 2013 doktoryzowała się tamże w dziedzinie sztuk plastycznych, w dyscyplinie sztuk projektowych, na podstawie pracy Wizualna forma opakowań w kontekście uwarunkowań rynkowych (promotor – Jan Kukuła). W 2019 habilitowała się w dziedzinie sztuki, dyscyplina sztuki plastyczne i konserwacja dzieł sztuki, przedstawiając dzieło Idea przekazu treści dzieł wybranych twórców. Autorskie opracowanie publikacji albumowych i wydawnictw katalogowych dla instytucji kultury i placówek dydaktycznych.
1 października 2005 rozpoczęła pracę na macierzystym Wydziale. Prorektor ds. naukowych i współpracy z podmiotami zewnętrznymi w kadencji 2020–2024.
Od 2006 prowadzi także działalność gospodarczą pod nazwą Pracownia Graficzna MP Design Marta Płonka.
Członkini Stowarzyszenia Projektantów Form Przemysłowych.